# كلية نوفيلد
كلية نوفيلد (بالإنجليزية: Nuffield College, Oxford)‏ هي واحدة من الكليات المُكوِّنة لجامعة أكسفورد في إنجلترا. متخصصة في العلوم الاجتماعية، خصوصا الاقتصاد والسياسة وعلم الاجتماع. نوفيلد هي واحدة من أحدث كليات أكسفورد، حيث تم تأسيسها في عام 1937، وكذلك واحدة من أصغرها، بحوالي 75 طالب دراسات عليا و60 من الزملاء الأكاديميين. كانت أيضًا أول كلية في أكسفورد تقبل الرجال والنساء على حد سواء.